# ベニャミーノ・ジーリ

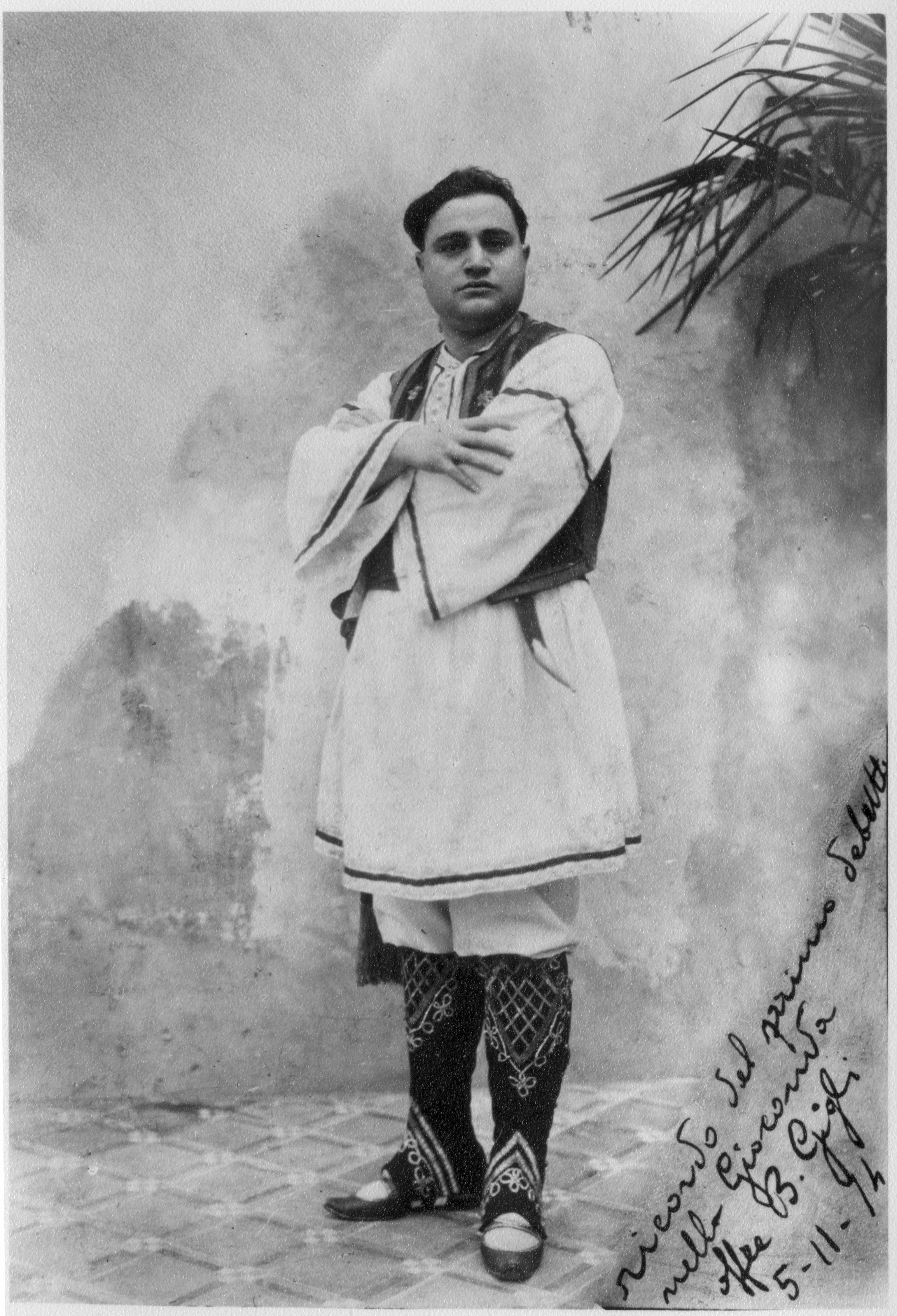
ベニャミーノ・ジーリ

ベニャミーノ・ジーリ（Beniamino Gigli、1890年3月20日 - 1957年11月30日）は、イタリアのテノール歌手。20世紀前半の最も偉大なオペラ歌手の一人である。

## 概説
ジーリはイタリアのアンコーナ近郊のレカナーティで、オペラファンで靴屋の父のもとに生まれた。
ローマのサンタ・チェチーリア音楽院に学ぶ。
1914年パルマで行われた国際声楽コンクールで1等賞を取った。彼のオペラ・デビューは1914年10月15日で、ロヴィーゴにおいてポンキエルリの『ラ・ジョコンダ』でエンツォ役を歌ったもので、非常に注目された。翌年彼はナポリでアリゴ・ボーイトの『メフィストーフェレ』のファウスト役を歌った。これは彼がもっと多くの機会に歌いたかった役柄である。
ニューヨーク市のメトロポリタン歌劇場で1920年11月26日に、やはり『メフィストーフェレ』でデビューした。彼が特に歌う機会が多かった役柄は他に『ラ・ボエーム』（ジャコモ・プッチーニ）のロドルフォ、『アンドレア・シェニエ』（ウンベルト・ジョルダーノ）のタイトルロールで、後にどちらも全曲録音している。
1921年、エンリコ・カルーソーの突然の死のあとの空白を生める歌手となり、すぐに世界的に最も有名なイタリア人テノール歌手になった。しばしば「第二のカルーソー」と呼ばれたが、彼自身は「第一のジーリ」として知られるほうを好む、といった。
1932年、ギャラの減額を拒んでメトを去る。そしてイタリアに戻り国内の歌劇場や欧州および南米の歌劇場で歌った。ベニート・ムッソリーニのお気に入りの歌手であったとして批判されたが、それは一時的なダメージにとどまった。第二次世界大戦中は公開の演奏から引退していたが、1945年復帰して成功を収めた。
晩年の数年間、ジーリはオペラの舞台よりもコンサートへの出演を主として活動した。1955年の引退後は自伝を書き、2年後の1957年ローマで没した。疑いなく、ジーリは30年以上にわたって世界で最も有名かつ敬愛されるテノールとして君臨したのである。